# Whigham (Géorgie)
La ville de Whigham est située dans le comté de Grady, dans l’État de Géorgie, aux États-Unis. Sa population s’élevait à 471 habitants lors du recensement de 2010, estimée à 469 habitants en 2017.

## Démographie
| 1880 | 1890 | 1900 | 1910 | 1920 | 1930 |
| ---- | ---- | ---- | ---- | ---- | ---- |
| 144  | 264  | 392  | 627  | 662  | 442  |

| 1940 | 1950 | 1960 | 1970 | 1980 | 1990 |
| ---- | ---- | ---- | ---- | ---- | ---- |
| 533  | 471  | 463  | 381  | 507  | 605  |

| 2000 | 2010 | - | - | - | - |
| ---- | ---- | - | - | - | - |
| 631  | 471  | - | - | - | - |

## Source
- (en) Cet article est partiellement ou en totalité issu de l’article de Wikipédia en anglais intitulé « Whigham, Georgia » (voir la liste des auteurs).